# Wilhelm Kröger (Architekt)

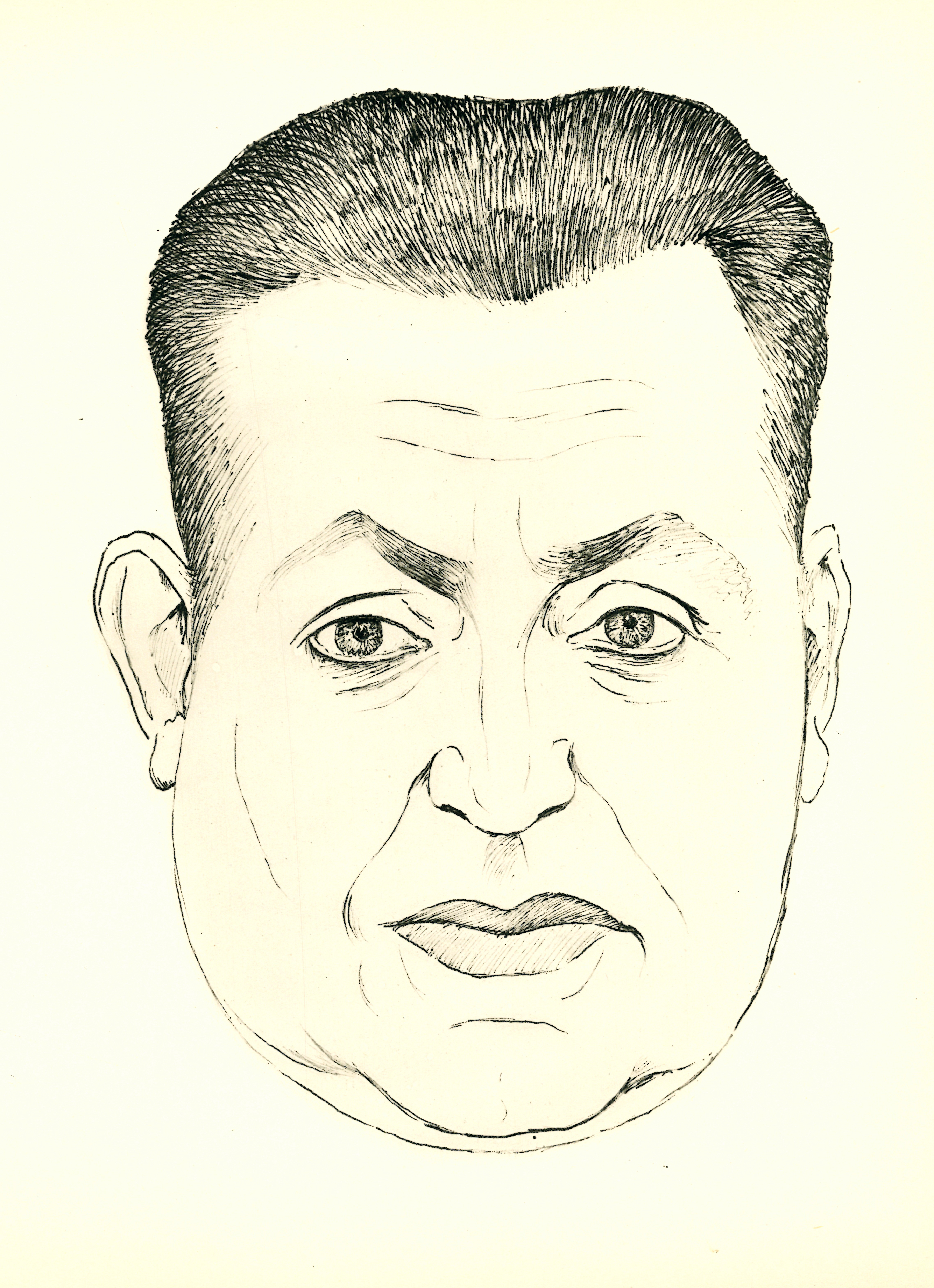
„Der Architekt Wilhelm Kröger“;
Zeichnung von August Heitmüller, um 1929

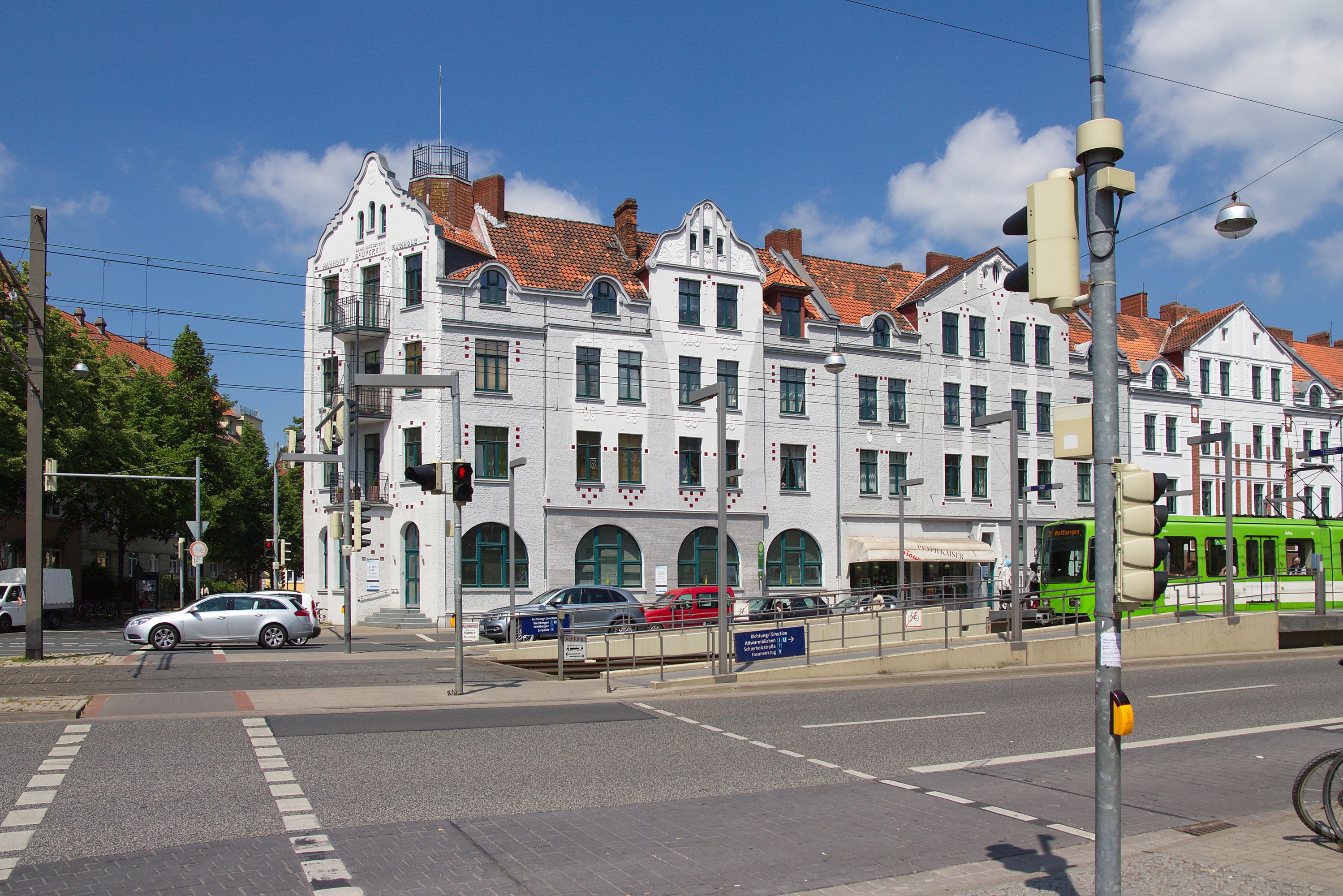
Die älteren Mietwohnungsbauten von 1905 bis 1907, Gemeinnütziger Spar- und Bauverein Hannover-Buchholz, Architekten Krack und Kröger

Wilhelm Ernst Friedrich Kröger (* 23. Oktober 1881 in München; † nach Dezember 1938) war ein deutscher Architekt und Verbandsfunktionär.

## Leben
Der in der Gründerzeit des Deutschen Kaiserreichs 1881 in München geborene Architekt Wilhelm Kröger war – außer in seiner Heimatstadt München – vor allem in Hannover sowie in der Provinz Hannover tätig. Er war der Sohn des Fabrikanten Christian Kröger und der Therese, geborene Spindlbauer.
Seit 1906 war Kröger verheiratet mit Elsa, geborene Müller. Das Ehepaar hatte eine Tochter.
Kröger erhielt seine Ausbildung an der Technischen Hochschule, der Baugewerkschule und der Kunstgewerbeschule. Er nahm als Soldat am Ersten Weltkrieg teil, zuletzt als Leutnant der Reserve bei der Pioniertruppe.
Zu Beginn der Weimarer Republik wurde Kröger am 17. Februar und 23. April 1920 durch den Reichskunstwart Edwin Redslob in den „Werkrat“ berufen – mit ihm die BDA-Vertreter Heinrich Straumer und Eduard Jobst Siedler sowie Vertreter des Deutschen Werkbundes wie Peter Behrens, Bruno Paul und Hans Poelzig, der Kirchenbauspezialist Otto Bartning sowie der Architekt und Publizist Heinrich de Fries.
Als Verbandsarchitekt trat Kröger zur Zeit der Weimarer Republik unter anderem ab 1921 als dritter Vorsitzender des Bundes Deutscher Architekten (BDA) hervor. Des Weiteren war er Vorstandsmitglied des Reichsbundes der Deutschen Technik, Vorsitzender der 1922 gegründeten Arbeitsgemeinschaft der freien geistigen Berufe und korrespondierendes Mitglied der Zentralvereinigung der Architekten Österreichs.
Kröger war mit den Architekten Fritz Torno, Heinrich Möll und Karl Siebrecht beteiligt an den Planungen der von 1925 bis 1928 errichteten Wohnanlage Listhof an der Podbielskistraße 101–103.

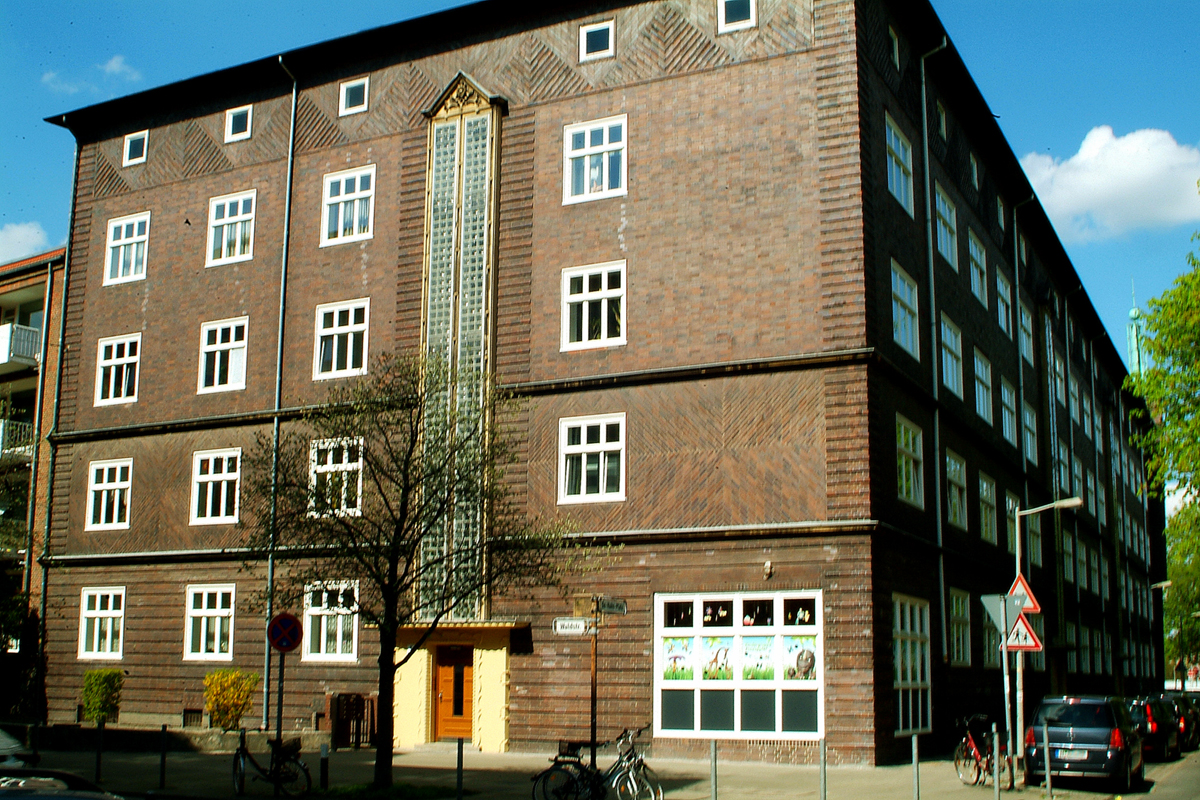
Das denkmalgeschützte Gebäude Waldstraße 8;
Aufnahme von 2011

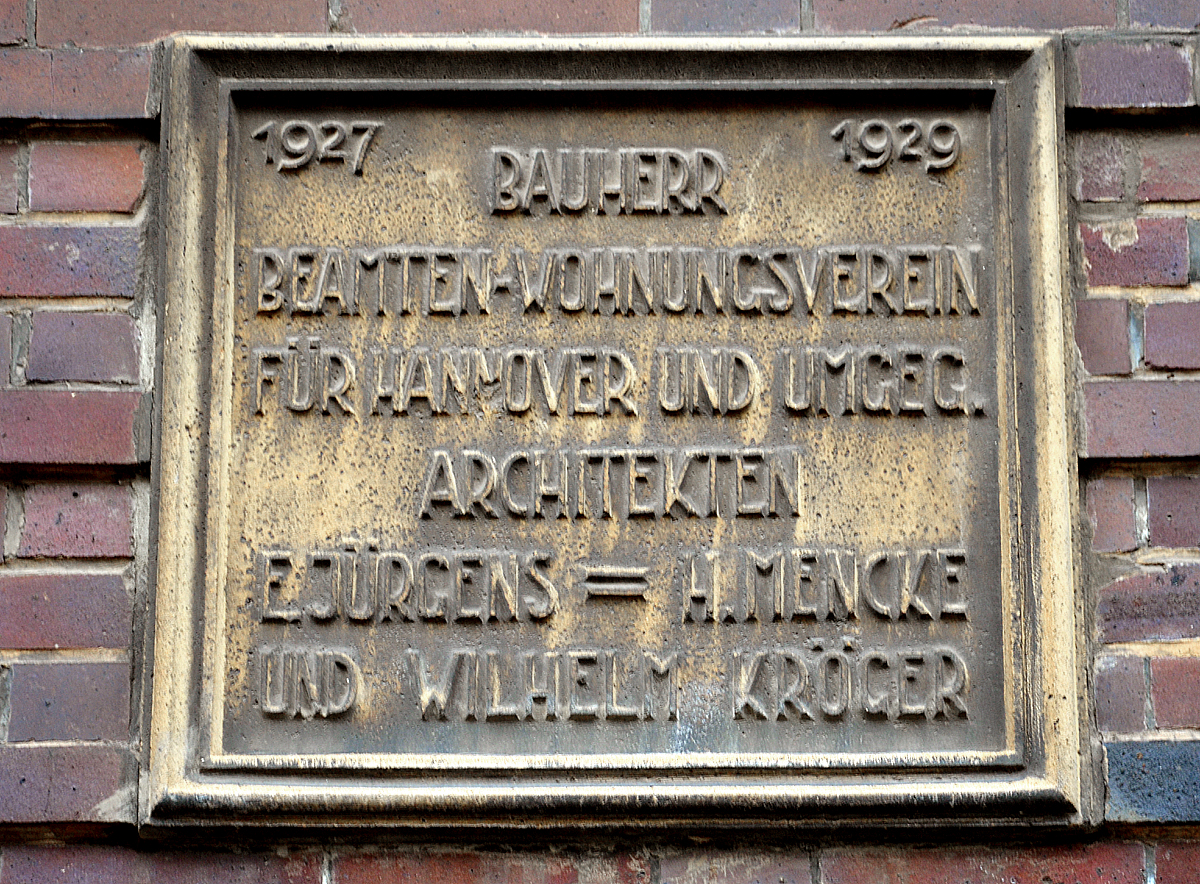
Historische Informationstafel am Gebäude Waldstraße 8 Ecke De-Haën-Platz in Hannovers Stadtteil List

Von 1927 bis 1929 war Kröger am Bau der größtenteils durch das hannoversche Stadtbauamt unter Leitung von Karl Elkart vorgegebenen Wohnsiedlung am De-Haën-Platz beteiligt, neben Friedrich Wilhelm Schick und der Architektengemeinschaft Jürgens & Mencke (Eduard Jürgens, Hans Mencke).
Ebenfalls bereits Ende der 1920er Jahre nahm Kröger leitende Stellungen in beruflichen und wirtschaftlichen Organisationen ein, darunter als Mitglied im Vorstand des Vorläufigen Reichswirtschaftsrates.
Zur Zeit des Nationalsozialismus war Kröger 1933 involviert in Albert Kesselrings Suche nach einem geeigneten Flugplatz in der Lüneburger Heide zur Aufstellung einer Luftwaffe, die dem Bau des Fliegerhorsts Faßberg vorausging. Ebenfalls in Faßberg übergab er am 17. Dezember 1938 die neue Michaelkirche an den Vorsteher des Gutes Faßberg.
Unterdessen hatte Wilhelm Kröger einen Architekturwettbewerb der Stadt Hannover für sich entscheiden können, durch den er in den Jahren von 1934 bis 1935 unter Mitarbeit von Albert Richard das HJ-Heim „Paul von Hindenburg“ errichten konnte. Die dann auch „Paul-von-Hindenburg-Jugendherberge“ genannte NS-Einrichtung am Rudolf-von-Bennigsen-Ufer am Maschsee wurde später zur Freien Waldorfschule Maschsee.

## Werke

### Bauten (Auswahl und sofern bekannt)
- 1906–1907, gemeinsam mit Carl Krack für den Spar- und Bauverein Hannover-Buchholz die in Häuserblöcken errichteten Mietshäuser:[12]
  - Podbielskistraße 217, 219, 221, 223, 225, 227, 229, 231[12]
  - Im Kreuzkampe 1 und 3[12]
  - Am Langen Kampe 1, 2, 3, 4 und 6[12]
  - Spannhagenstraße 2, 4, 6, 8, 10[12]
  - Klaus-Groth-Straße 1, 2, 3, 5, 7, 9 und 11[12]
- 1928: bauliche Ergänzungen der zwischen 1906 und 1907 für den Spar- und Bauverein Hannover-Buchholz errichteten Gebäudekomplexe[12]

### Schriften (Auswahl)
- Behebung der Wohnungsnot, die Siedlungsbautätigkeit, die Wiederbelebung der privaten Bautätigkeit, die Baustoffnot, die Sozialisierung des Bauwesens, der Wiederaufbau der zerstörten Gebiete in Belgien und Frankreich, 1920